# Johann Walter
Johann Walter (alias Johann Blanckenmüller, auch Johannes Walter, Johann Walther; * 1496 in Kahla; † 10. April 1570 in Torgau) war ein Komponist, Kantor und Herausgeber des ersten evangelischen Chorgesangbuchs (Geistliches Gesangbüchlein, 1524). Er hatte Anteil an der von Martin Luther eingeleiteten Reform der Deutschen Messe und vertonte zahlreiche deutsche Liedtexte Luthers. Mit seiner Herausgabe des ersten evangelischen Gesangbuches und der Schaffung des Kantoreiwesens hat er die Entwicklung der evangelischen Kirchenmusik maßgeblich mitbestimmt. Walter gilt daher als Urkantor der evangelischen Kirche.

## Leben

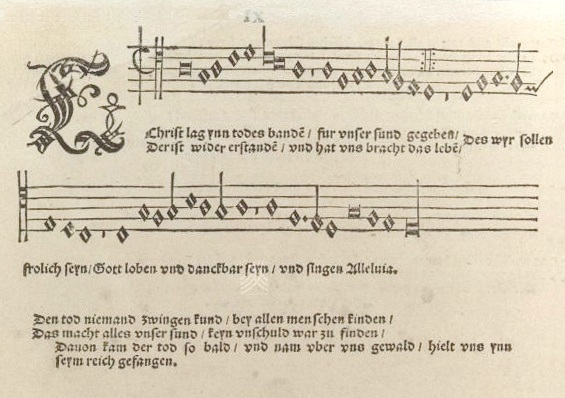
Christ lag in Todes Banden in Walters Chorgesangbüchlein, 1524

Johann Walter wurde 1496 als Sohn seines gleichnamigen Vaters im ernestinischen Kahla geboren und in der dortigen Stadtkirche getauft. Da sein Vater die „Blanckenmühle“ bewirtschaftete, wurde die Familie auch Blanckenmüller genannt. Aufgrund einer Sehschwäche wurde der Sohn von einem Kahlaer Verwandten, ebenfalls namens Walter, aufgenommen und großgezogen.
Nach seinem Schulbesuch in Kahla und Rochlitz sowie nach seinem begonnenen Studium an der Universität Leipzig kam er, nachdem er sich mit seinem Eyn geystlich Gesangk Buchleyn von 1524 am ernestinischen Hof als Komponist beworben hatte, um 1525 als Sänger (Bass) und Komponist in die kursächsische Hofkapelle nach Torgau. Der auf eine reichhaltige Hofmusik bedachte Kurfürst Friedrich der Weise verstarb im selben Jahr. Sein Nachfolger, Kurfürst Johann der Beständige, legte keinen Wert auf Figuralmusik und löste 1526 die Hofkantorei auf, nachdem Walter noch im Herbst 1525 zusammen mit Martin Luther in Wittenberg die Reform der „deutschen Messe“ in die Wege geleitet hatte.
Um sich weiterhin musikalisch betätigen zu können, gründete Walter 1526 die Stadtkantorei, eine Gruppe sangesfreudiger erwachsener Torgauer Bürger, mit denen er (zusammen mit den Chorschülern) die neue Kirchenmusik einstudierte und in der Marienkirche aufführte. Damit war eine neue Struktur bürgerlich-evangelischen Musizierens geschaffen, die schnell auf andere Gemeinden übergriff, zu einer ganz neuen Institution, dem evangelischen Kantoreiwesen, avancierte und noch heute in den Kantoreien der Kirchgemeinden weiterlebt. Deshalb gilt Johann Walter als  „Urkantor“ der evangelischen Kirche.
1530 wurde außerdem ein besonderes Schulkantorat für Johann Walter eingerichtet, das die Unterweisung der Schüler in Musik vorsah. Einer seiner Torgauer Schüler war Georg Otto (1550–1618), der wiederum Lehrer von Heinrich Schütz wurde. Im gleichen Jahr komponierte er die beiden Passionen (Matthäus-Passion und Johannes-Passion), die der Maßstab der deutschen „protestantischen“ Passionen wurde (und weiterhin in der Liturgie zum Palmsonntag und Karfreitag in Leipzig verwendet wurden bis weit in das 18. und Anfang des 19. Jahrhunderts). Mehrere kurfürstliche Zuwendungen stockten das knappe Schulgehalt auf, so dass Walter 1532 ein Häuschen erwerben konnte.
Zehn Jahre nach ihrer Gründung wurde die Stadtkantorei schließlich auch finanziert: Seit 1536 erhielt sie vom neuen Kurfürsten Johann Friedrich dem Großmütigen eine jährliche Stiftung sowie über den Gemeinen Kasten der Stadt weitere Gelder, mit denen Notenbücher angeschafft werden konnten, die Walter zum Teil selbst herstellte. Walters größter Wunsch – seine Mitwirkung in den Hofgottesdiensten – blieb ihm noch lange verwehrt. Erst anlässlich einer großen Fürstenhochzeit 1542 durfte die Stadtkantorei mitwirken, und erst nach der Weihe der evangelischen Schlosskapelle 1544 nahmen die über Gehälter und Schulzulagen vergüteten Dienste am Hof regelmäßigen Charakter an.
Dieser für Walter ideale Zustand hielt nicht lange an, denn infolge des Schmalkaldischen Krieges gelangte Torgau in albertinischen Besitz. Kurfürst Moritz ernannte Walter zwar zum Kapellmeister seiner 1548 neu gegründeten Hofkantorei, doch diesen hohen Posten füllte Walter aufgrund kirchenpolitischer und musikalischer Konflikte (Leipziger Interim, Engagement ausländischer Musiker) nicht lange aus. Nachdem die Kantorei wegen umfangreicher Baumaßnahmen am Dresdner Schloss erst 1550/1552 nach Dresden umgezogen war, ließ sich Walter 1554 pensionieren und ging nach Torgau zurück. Er konnte noch die Weihe der seit 1554 genutzten neuen Dresdner Schlosskapelle mitgestalten.
Walters letzte Lebensjahre waren geprägt von Kompositionen und Dichtungen, die er seinen ehemaligen Landesherren widmete. So wie er als Komponist seine Karriere am ernestinischen Hof begann, so beschloss er sein musikalisches Wirken in großer Dankbarkeit den ernestinischen Fürsten gegenüber. Als Johann Walter im Jahr 1570 im Alter von 74 Jahren starb, blickte er auf 45 Jahre zurück, die er in Torgau verbracht hatte.

## Werk Johann Walters
Einige Lieder (Texte, Melodien und Liedsätze) von Johann Walter sind heute noch im Evangelischen Gesangbuch (EG), zwei auch im Mennonitischen Gesangbuch (MG) enthalten.
Melodien zu Texten Luthers
- Es spricht der Unweisen Mund wohl (mit dem Text Herr, für dein Wort sei hoch gepreist von David Denicke, EG 196)
- Mitten wir im Leben sind mit dem Tod umfangen (EG 518), für die Johann Walter eine ältere Vorlage aus Salzburg bearbeitet hat
- Ein feste Burg ist unser Gott (EG 362), die Melodie entstand zumindest unter Mitwirkung von Johann Walter oder stammt sogar überwiegend von ihm[3]

Weitere Melodien
- Der Herr ist mein getreuer Hirt (EG 274)
- All Morgen ist ganz frisch und neu des Herren Gnad und große Treu (EG 440, MG 195)

Texte
- Herzlich tut mich erfreuen (EG 148)
- Allein auf Gottes Wort will ich mein Grund und Glauben bauen (EG 195)

Text und Melodie
- Wach auf, wach auf, du deutsches Land (EG 145, MG 495)

## Gedenken und Ehrungen
Das erstmals 1371 erwähnte Torgauer Gymnasium trägt seit 1995 seinen Namen. Die Torgauer Kantorei geht auf Johann Walter zurück und ist bis heute nach ihm benannt. In Torgau erinnert zudem die Ausstellung „Klang & Glaube“ im restaurierten Priesterhaus an das Wirken Johann Walters.
Die Kantorei der evangelisch-lutherischen Kirchgemeinde in Walters Geburtsort Kahla heißt seit 1956 ebenfalls „Johann-Walter-Kantorei“, der dortige Kinder- und Jugendchor seit 2015 „Johann-Walter-Kurrende“. 2006 wurde ein Asteroid nach Johann Walter benannt: (120481) Johannwalter.
In Walters Heimatstadt Kahla soll seiner kirchenmusikalischen Bedeutung mit dem Bau der neuen Johann-Walter-Orgel in der Stadtkirche St. Margarethen ein Denkmal gesetzt werden. Das Konzept umfasst zwei Orgeln: eine Hauptorgel auf der oberen Westempore und einer Chororgel (Positiv) mit doppeltem Stimmungssystem. Beide Instrumente sollen separat oder einander ergänzend gespielt werden. Im ersten Bauabschnitt wird das Chorpositiv gefertigt, die Hauptorgel folgt in einer späteren Ausbaustufe.

### Gedenktag
- Evangelische Kirche in Deutschland: 24. April im Evangelischen Namenkalender[6]
- Lutherische Kirche – Missouri-Synode: 24. April[7]

### Johann Walter Plakette
Mit der Johann Walter Plakette werden Persönlichkeiten gewürdigt, die sich um die Pflege der Musiktradition und des Musiklebens in Sachsen besondere Verdienste erworben haben. Diese Auszeichnung wird vom Sächsischen Musikrat seit 2002 alle zwei Jahre vergeben. Gestaltet wurde die Plakette (eine Sinuskurve in Kombination mit einem Kirchenfensterbogen) vom Torgauer Bildhauer Torsten Freche.

### Platz in Kahla

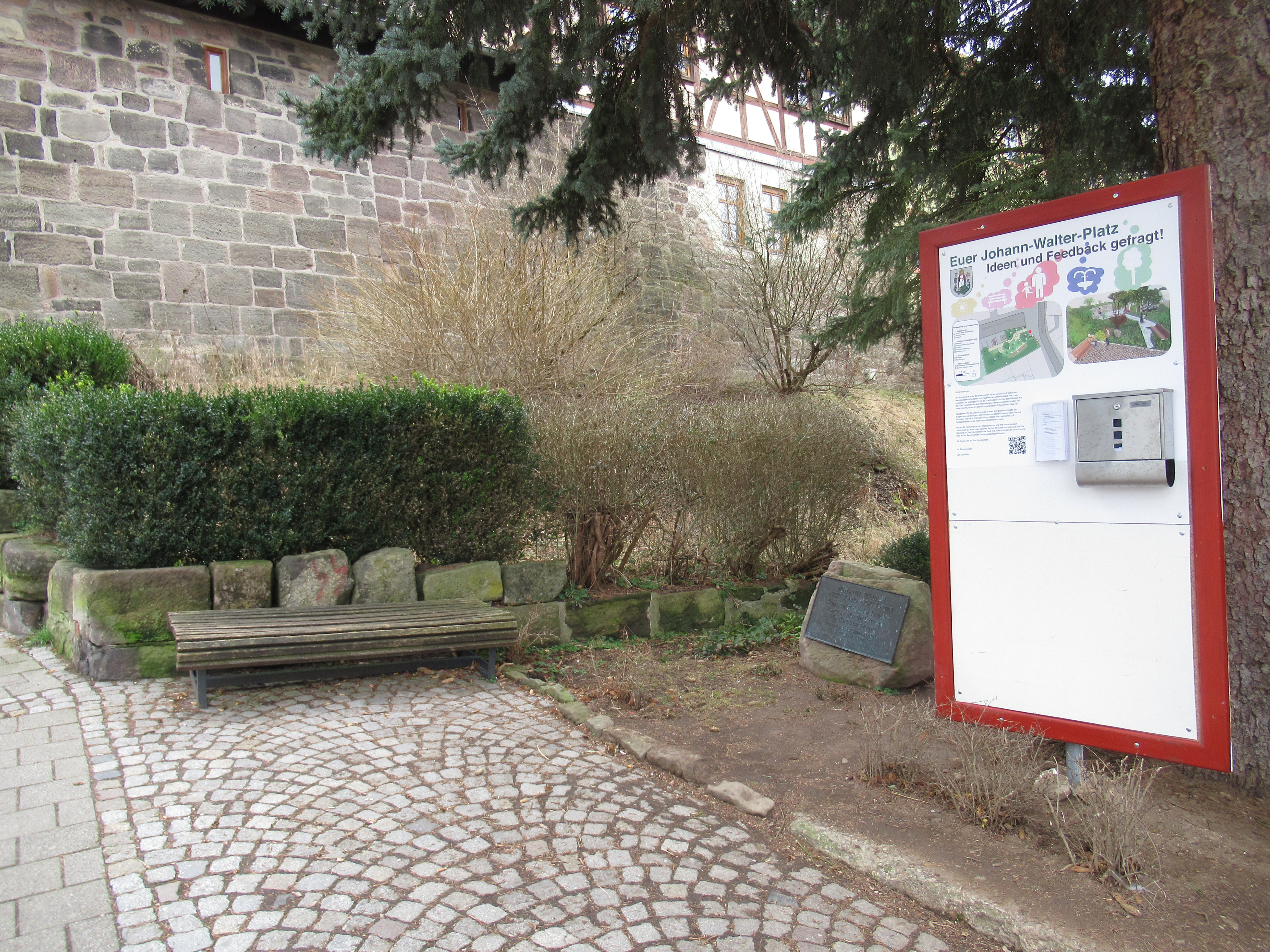
Johann-Walter-Platz (Kahla)

Ein Platz am Ende der Bahnhofstraße in Kahla ist nach Walter benannt. Er soll in der nächsten Zeit neu gestaltet werden.